# Partula dolorosa
Partula dolorosa foi uma espécie de gastrópodes da família Partulidae.
Foi endémica da Polinésia Francesa.